# 彭丹 (加描洛岸)
彭丹（英語：Pangdan）位於菲律賓中部，是米沙鄢群島東米沙鄢（即第八大區，Region VIII）薩馬省首府加描洛岸的一個描籠涯。2012年，彭丹的人口估计有3,984人。